# Елфорд
Елфорд (на английски: Elford) е село в община Личфийлд, графство Стафордшър, Англия. Населението на селото е 603 жители (по приблизителна оценка от юни 2017 г.).